# Kaple Smíření (Šlovice)
Kaple Smíření u Šlovic v okrese Plzeň-jih je první a zatím jedinou dálniční kaplí v České republice. Prostá sakrální stavba u dálnice D5, která se řidičům otevřela v roce 2008, vznikla podle návrhu plzeňského architekta Jana Soukupa. Podle něj „vzhledem ke své poloze na moderní verzi tradiční cesty spojující Čechy s Německem symbolizuje smíření obou národů.“

## Popis

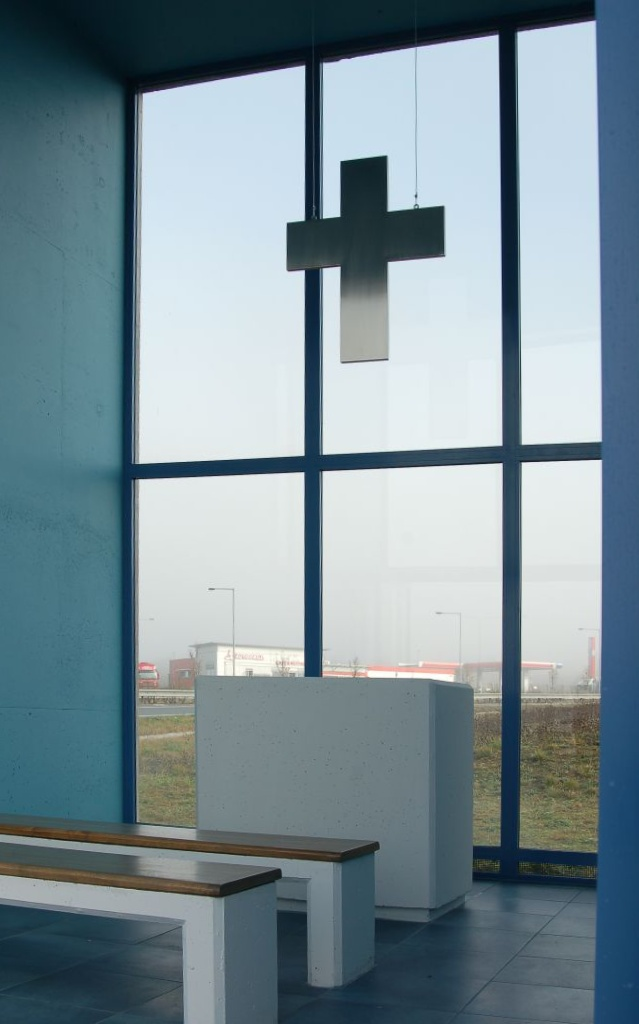
Interiér kaple

Ve dvou bočních stěnách 12 metrů vysoké kvádrové stavby je vyříznut kříž, zbylé stěny jsou prosklené. Půdorys kaple je 4×6 metrů, dovnitř se vejde 20 osob.
Stavba podle Soukupa představuje novodobá boží muka, která provázejí staré české cesty. Uvedl, že „cestujícím připomínají stálou Boží přítomnost a jejich odpovědnost vůči sobě i druhým.". Kaple je také památníkem všech, kteří se nevrátili z cest. U příležitosti Světového dne obětí dopravních nehod, který je vyhlášen na třetí neděli v listopadu, se zde pravidelně koná ekumenická vzpomínková bohoslužba.
Železobetonová stavba stála přes milion korun. Jejím vlastníkem je občanské sdružení Via Carolina, pojmenované po středověké cestě spojující Prahu s německým Norimberkem. Kapli spravuje Římskokatolická farnost Plzeň-Litice.